# بيلي رايت (لاعب كرة سلة)
بيلي رايت (15 سبتمبر 1974 في الولايات المتحدة - ) (بالإنجليزية: Billy Wright)‏ هو مدرب كرة سلة ولاعب كرة سلة أمريكي في مركز هجوم خلفي.

## وصلات خارجية
- بيلي رايت على موقع كلية كرة السلة في سبورتس رفرنس.كوم (الإنجليزية)